# سد کلاباغ
سد کلاباغ (به انگلیسی: Kalabagh Dam) یک نیروگاه برقابی در پاکستان است که در Kalabagh, Mianwali District واقع شده‌است.